# دايفيد شو
دايفيد شو (بالإنجليزية: David Shaw)‏ هو لاعب كرة قدم أمريكية ولاعب كرة قدم كندية أمريكي، ولد في 11 أبريل 1953 في ماونتين هوم في الولايات المتحدة.